# Dominika na igrzyskach Wspólnoty Narodów
Dominika zadebiutowała na igrzyskach Wspólnoty Narodów w 1958 roku na igrzyskach w Cardiff i od tamtej pory reprezentacja wystartowała na wszystkich igrzyskach, oprócz zawodów w 1966 roku i w latach 1974–1990. Do tej pory reprezentacja Dominiki nie wywalczyła żadnego medalu. Kraj nie był nigdy organizatorem igrzysk.

## Klasyfikacja medalowa
| Igrzyska          | Złoto | Srebro | Brąz | Razem |
| ----------------- | ----- | ------ | ---- | ----- |
| 1958 Cardiff      | 0     | 0      | 0    | 0     |
| 1962 Perth        | 0     | 0      | 0    | 0     |
| 1970 Edynburg     | 0     | 0      | 0    | 0     |
| 1994 Victoria     | 0     | 0      | 0    | 0     |
| 1998 Kuala Lumpur | 0     | 0      | 0    | 0     |
| 2002 Manchester   | 0     | 0      | 0    | 0     |
| 2006 Melbourne    | 0     | 0      | 0    | 0     |
| 2010 Nowe Delhi   | 0     | 0      | 0    | 0     |
| Razem             | 0     | 0      | 0    | 0     |